# Potterton
Potterton är en by i Aberdeenshire i Skottland. Byn är belägen 157,4 km 
från Edinburgh. Orten har 890 invånare (2016).